# FT 1844 Freiburg
FT 1844 Freiburg is een Duitse sportclub uit Freiburg im Breisgau, Baden-Württemberg.

## Geschiedenis
In 1844 richtte medisch student Georg von Langsdorff de turnclub op. In 1848 werd de club verboden omdat ze staatsgevaarlijk zou zijn. Enkele leden hadden deelgenomen aan gewapende acties bij de Badische revolutie. Na een gedwongen pauze van 12 jaar mocht de club heropgericht worden in 1860. In 1895 kreeg de club als eerste vereniging van Zuid-Duitsland een vrouwenafdeling. In 1919 sloot de Freiburger TV zich met nog twee clubs samen tot de Freiburger Turnerschaft von 1844. 
Op 21 juli 1931 werd het huidige FT-Sportpark in gebruik genomen. Na de Tweede Wereldoorlog werden alle Duitse sportorganisaties ontbonden. Pas in 1949 mocht de club onder de oude naam heropgericht worden. Intussen had de club VfL Freiburg opgeslorpt dat in 1952 weer zelfstandig werd onder de naam SC Freiburg. 